# Osama Malik
Osama Malik (Adelaide, 30 settembre 1990) è un calciatore australiano, difensore svincolato.

## Palmarès

### Club

#### Competizioni nazionali
- Campionato australiano: 1

Adelaide Utd: 2015-2016
- FFA Cup: 1

Melbourne City: 2016
- Super Cup: 1

Odisha: 2023